# شاول ريبانيك
شاول ريبانيك (بالإنجليزية: Saul Rubinek)‏ هو منتج أفلام ومخرج وكاتب مسرحي وكاتب سيناريو ومخرج وممثل كندي، ولد في 2 يوليو 1948 في ألمانيا. بدأ مشواره المهني سنة 1968.

## أعمال

### أفلام
- (1987) وول ستريت[4]
- (1992) غير مغفور[5][6]
- (2000) المنافس[7]
- (2000) رجل العائلة[8]
- (2001) ساعة الذروة 2[9]
- (2007) حرب
- (2009) التروتسكي

### مسلسلات
- الضياع
- ذا غود وايف

## وصلات خارجية
- شاول ريبانيك على موقع IMDb (الإنجليزية)
- شاول ريبانيك على موقع ميتاكريتيك (الإنجليزية)
- شاول ريبانيك على موقع روتن توميتوز (الإنجليزية)
- شاول ريبانيك على موقع ألو سيني (الفرنسية)
- شاول ريبانيك على موقع تيرنر كلاسيك موفيز (الإنجليزية)
- شاول ريبانيك على موقع أول موفي (الإنجليزية)
- شاول ريبانيك على موقع قاعدة بيانات الأفلام السويدية (السويدية)
- شاول ريبانيك على موقع إن إن دي بي (الإنجليزية)
- شاول ريبانيك على موقع قاعدة بيانات الفيلم (الإنجليزية)
- شاول ريبانيك على موقع كينوبويسك (الروسية)